# Bloemendijk
Bloemendijk is een buurtschap in de gemeente Steenbergen in de Nederlandse provincie Noord-Brabant. De buurtschap ligt in het oosten van de gemeente, halverwege Steenbergen en Dinteloord en bevat enkele boerderijen en dijkhuizen.
Stad: Steenbergen      Dorpen: De Heen · Dinteloord · Kruisland · Nieuw-Vossemeer · Welberg 

Buurtschappen: Blauwe Sluis · Bloemendijk · De Bocht · Boompjesdijk · Dintelsas · 't Haantje · Heense Molen · Koevering · Notendaal · De Overval ‎· Rolaf ‎· Visberg · Waterhoefke · Wildenhoek · Zwarte Ruiter

Noord-Brabant: Steden en dorpen      Nederland: Provincies · Gemeenten